# Neolitsea mannii
Neolitsea mannii är en lagerväxtart som först beskrevs av George King och Joseph Dalton Hooker, och fick sitt nu gällande namn av Tapas Chakrabarty. Neolitsea mannii ingår i släktet Neolitsea och familjen lagerväxter. Inga underarter finns listade i Catalogue of Life.